# Rini Leefsma-Nagtegaal

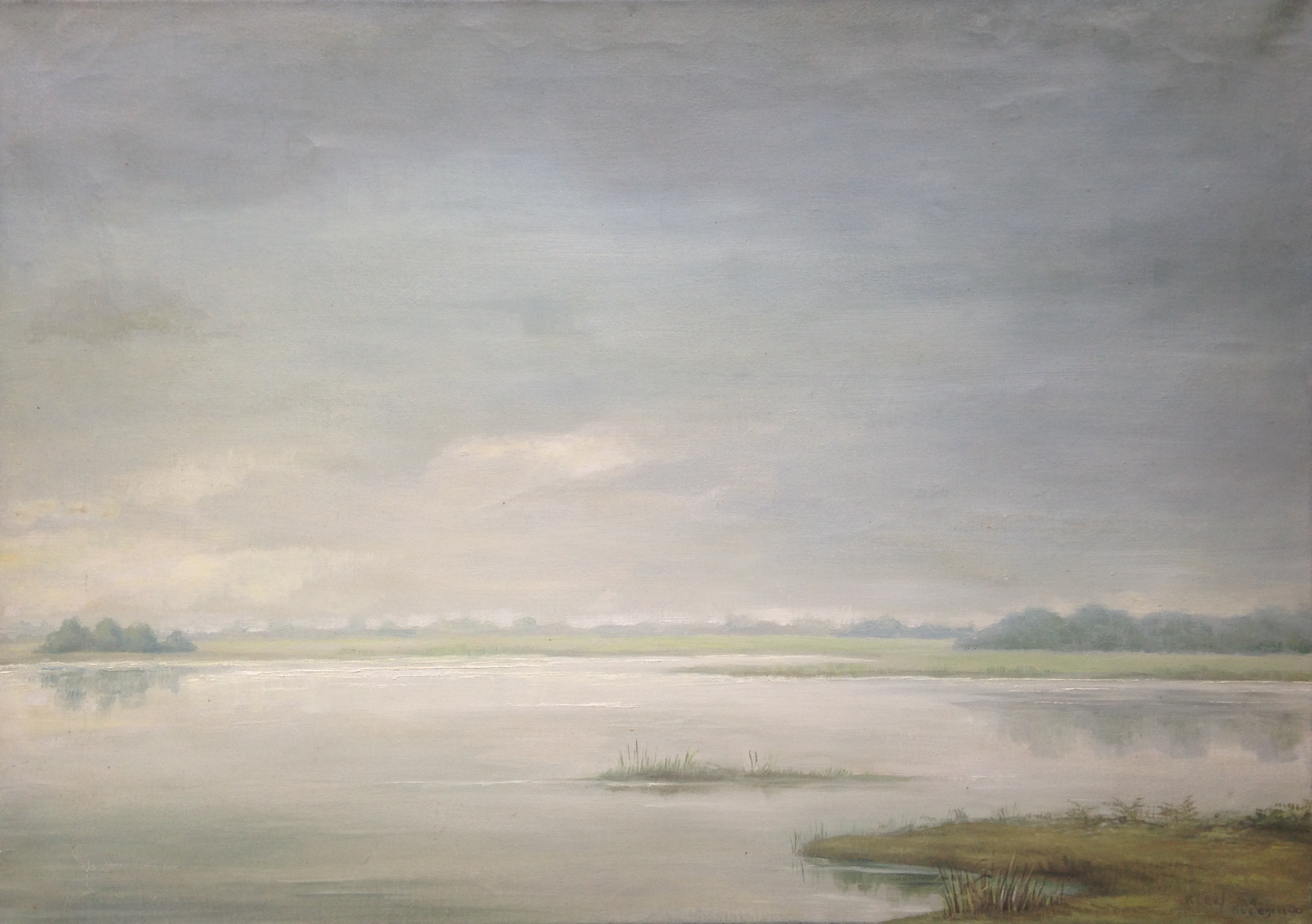
Merenlandschap, 197?, olieverf op doek 50 × 70,5 cm

Rini Leefsma-Nagtegaal (Gouda, 19 september 1915 - aldaar, 22 augustus 1995) was een Nederlandse schilder, tekenaar, poppenmaker en graficus.

## Leven en werk
Tijdens haar middelbareschooltijd begon zij met schrijven en illustreren, onder meer voor het Nederlands Padvindersgilde.
Na de HBS bezocht zij in 1937 de Koninklijke Academie in Den Haag en kreeg daar onder meer les van Paul Citroen, Sierk Schröder, Willem Rozendaal en Aart van Dobbenburgh.
Gedurende de oorlog woonde en werkte zij in Blaricum, een bewogen tijd waarin zij haar latere man leerde kennen: Nathan Leefsma. Zij trouwden na de bevrijding en vanaf toen zou zij signeren met 'Rini Leefsma-Nagtegaal', of simpelweg RLN, in kleine kapitalen.
In de jaren ‘60 kwam haar productie goed op gang. Het werken in de natuur, het rivierenland in de Krimpenerwaard, bossages in Limburg en de Achterhoek, het plassengebied bij Reeuwijk, werd een specialiteit. Olieverven; aquarellen; tekeningen; etsen en houtsneden, iedere techniek wendde zij aan om haar passie voor het landschap vorm te geven. Tegelijkertijd begon zich een, altijd latent aanwezige, sprookjesachtige wereld te manifesteren. Door een vel met inkt te drukken op een ander vel (glad) papier ontstonden er toevallige vormen, waarin zij dieren, trollen en draken zag die zij verder uitwerkte.
Haar laatste jaren kenmerkten zich door bedlegerigheid, maar ook door een ononderbroken werklust en discipline. Hiervan getuigen de vele tekeningen die zij - uit praktische overwegingen -  maakte met kleurpotlood.
Hieronder voorbeelden van haar werk.

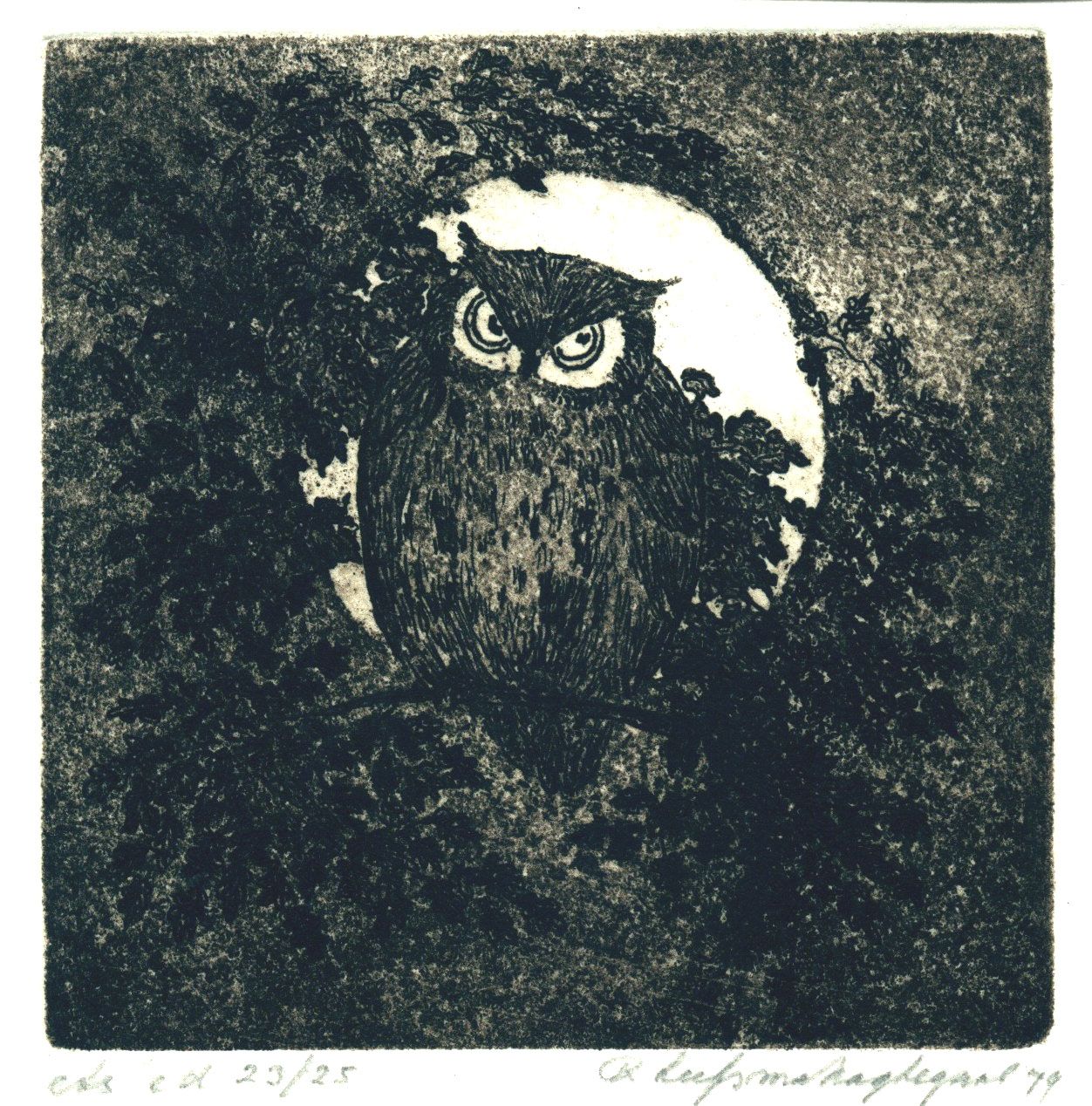
Uil voor de maan, 1979 ets, oplage 25 9,5 × 9,5 cm
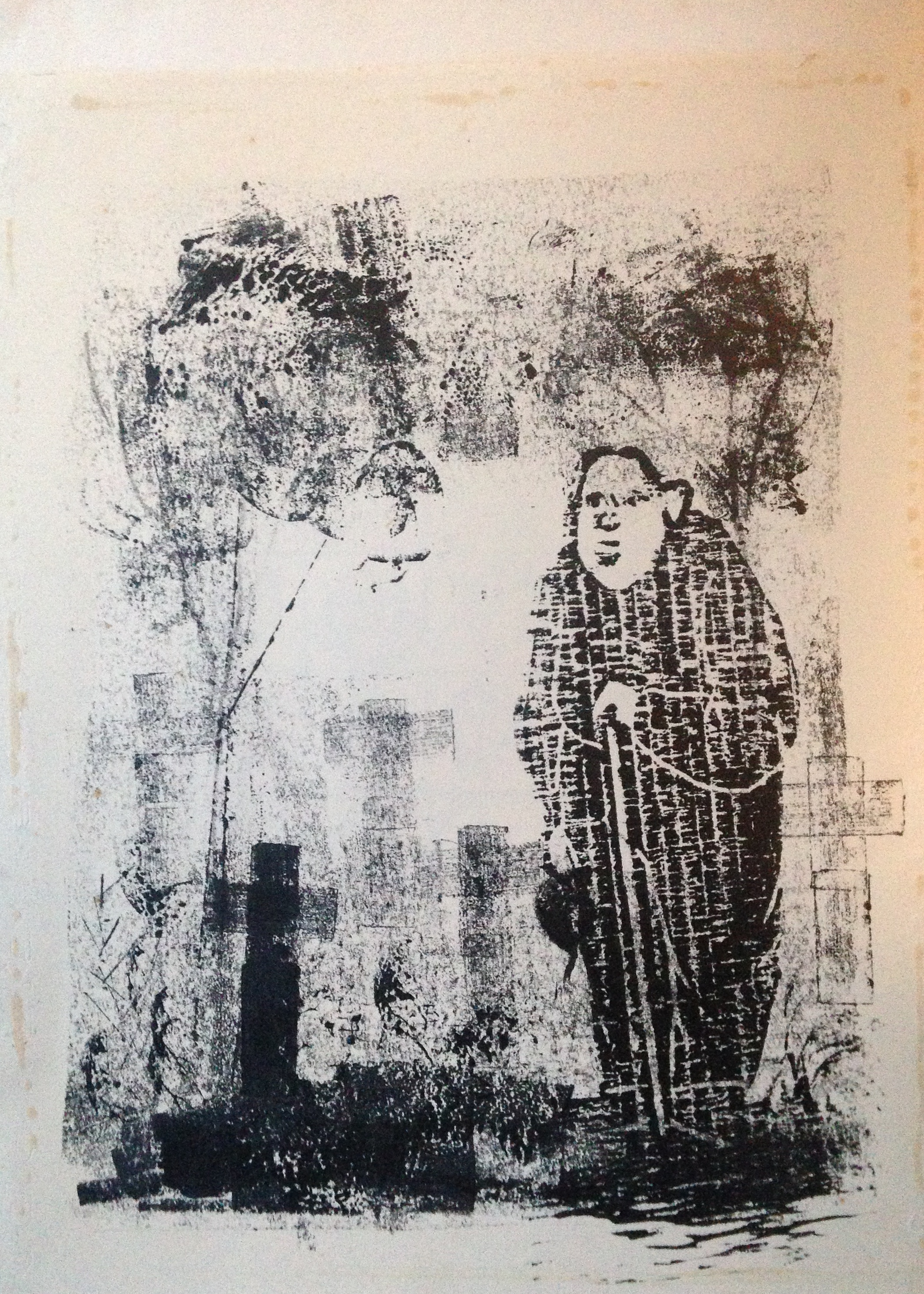
Het grafje, (1977?) gemengde druktechniek 32,5 × 22 cm
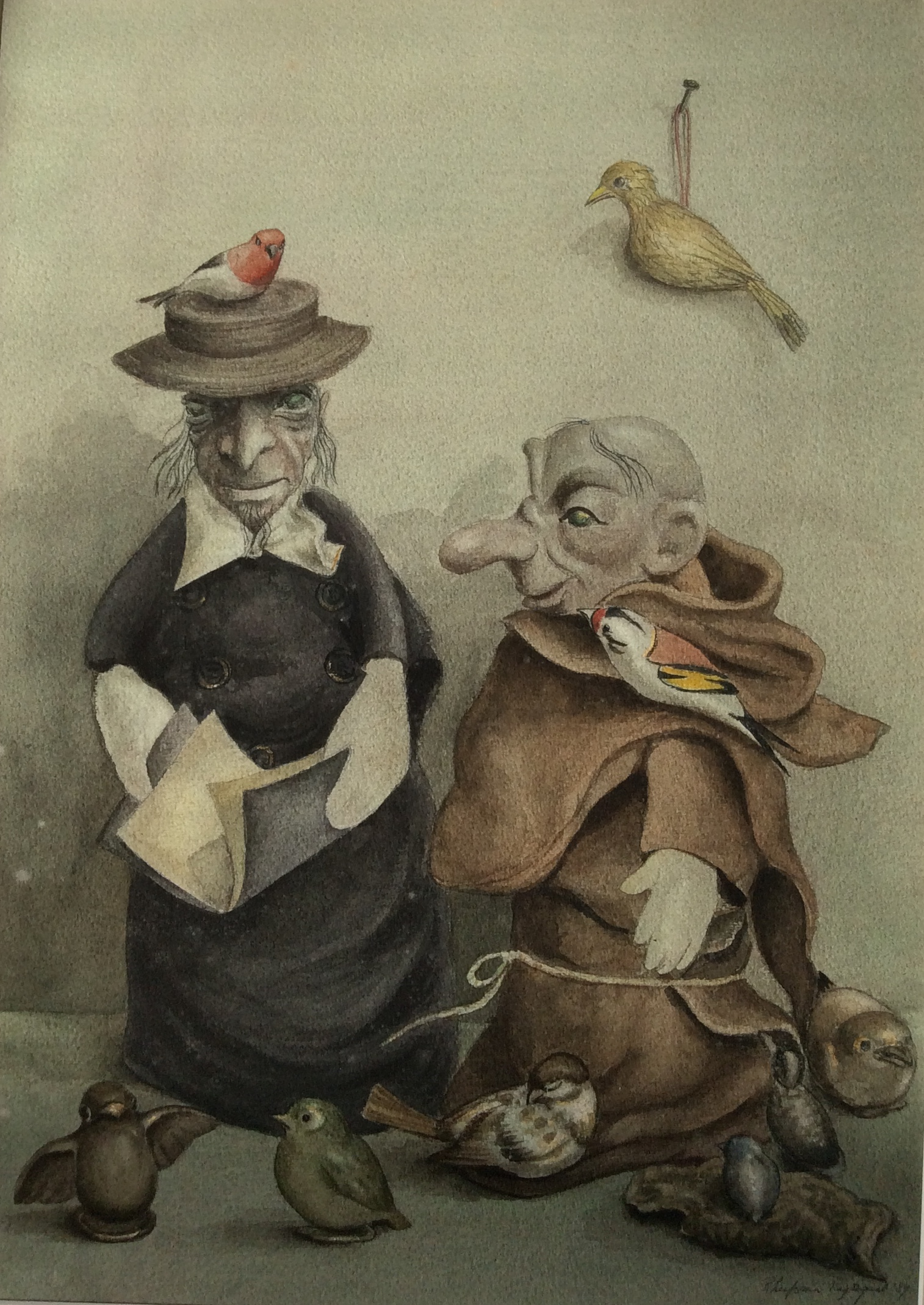
De predikers, 1987 aquarel op papier 56 × 40 cm
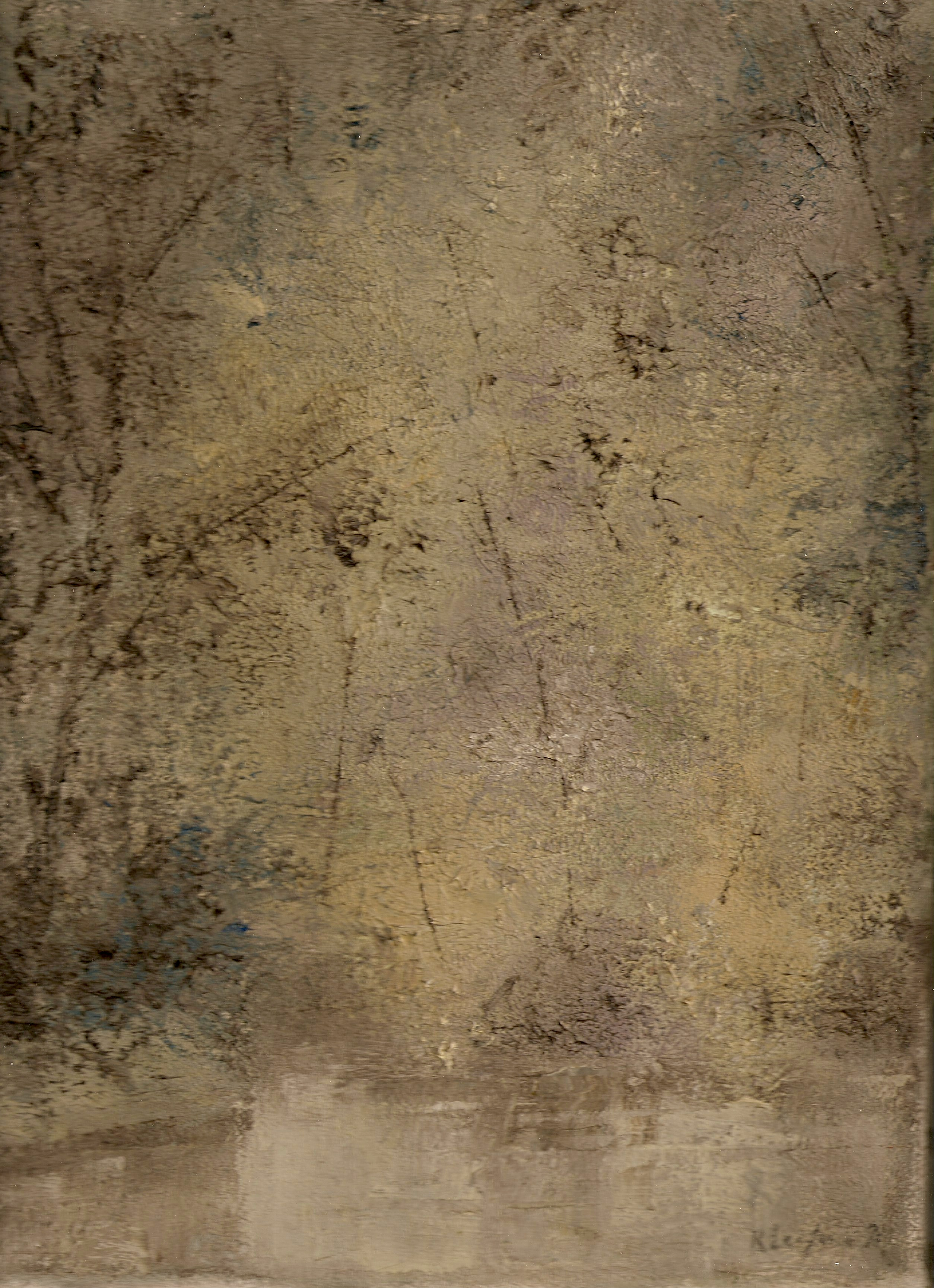
Bosven, 1960 olieverf op doek 30 × 24 cm
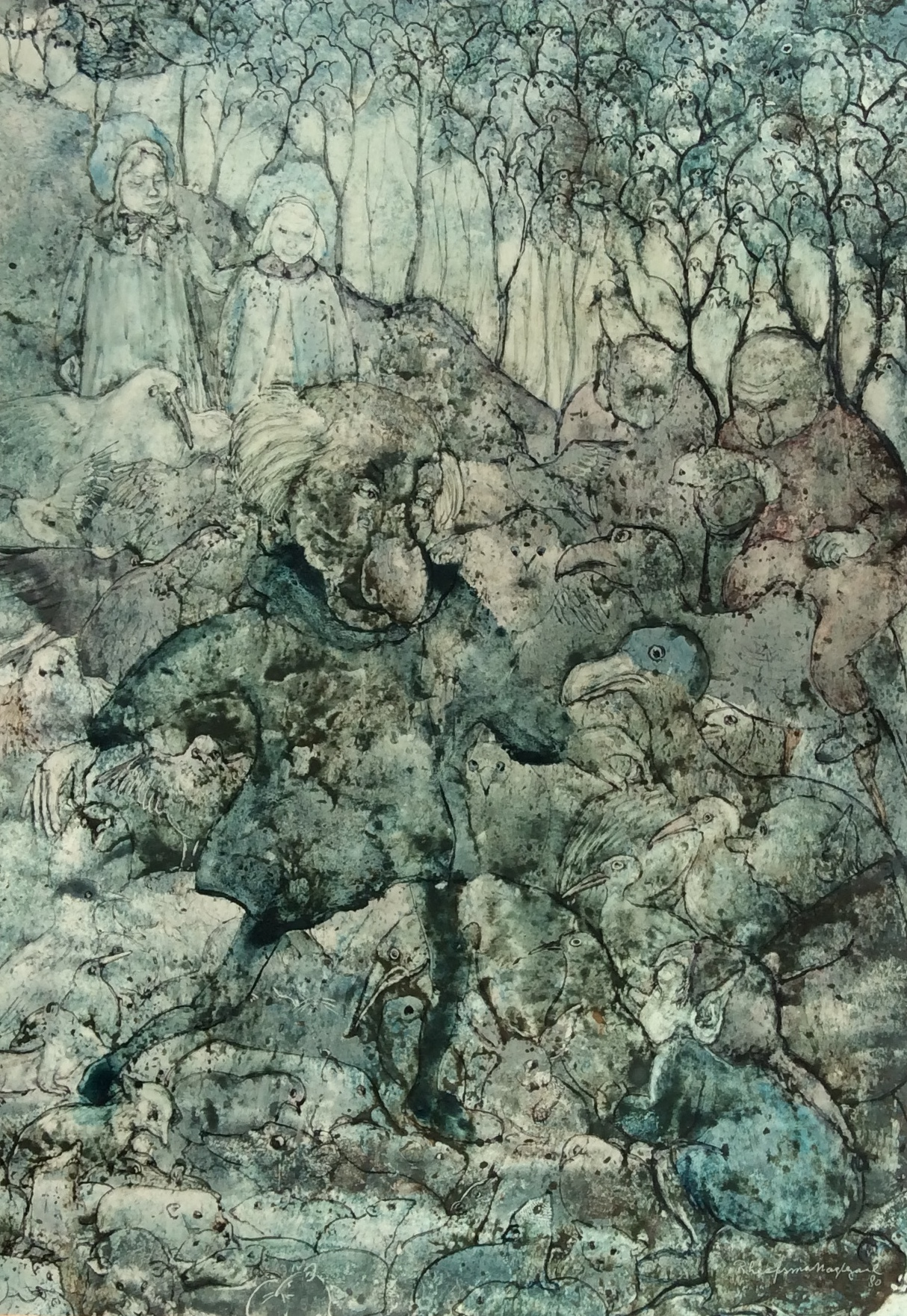
De meisjes in het sprookje, 1980 gouache op papier 34 × 24 cm

- Biografisch Portaal: 74150614
- International Standard Name Identifier: 0000 0004 5286 1371
- Nederlandse Thesaurus van Auteursnamen: 395207010
- RKD-Nederlands Instituut voor Kunstgeschiedenis: 48798
- Virtual International Authority File: 317290978